# كونفدرالية ثينيس
كونفدرالية ثينيس هو مصطلح مصري لكونفدرالية قبلية مفترضة في مصر القديمة. ويعتقد أنه سبق التوحيد الكامل لمصر العليا حوالي 3100 قبل الميلاد.كان قادة الكونفدرالية على الأرجح من النبلاء القبليين لمدينة ثينيس. سيتم دمج الكونفدرالية لاحقًا في الدولة المشتركة المعروفة باسم «مصر العليا والسفلى».
دلائل وجود كونفدرالية ثينيس هو في الغالب تخميني ويعتمد جزئيًا على مانيتون. يمتلك علماء المصريات المعاصرون عددًا من الفرضيات المتنافسة لشرح أحداث "السلالة الأولي" المفترضة والتي أدت على الأرجح إلى توحيد مصر في ظل الأسرة الأولى. يذكر العديد من العلماء اليوم أدلة على وجود «الأسرة 0» التي سبقت الأسرة الأولى. ويستخدم مصطلح «الأسرة 00» أيضًا في الفترة السابقة للأسرة 0 فيما يتعلق بمنطقة أبيدوس - ثينيس. يُنظر إلى المصطلحين «سلالة 0» وخاصة «سلالة 00» على نطاق واسع على أنهما لايمن الاعتماد عليهما، ولكن يتم استخدامها كثيرًا مع ذلك في غياب مصطلح متفق عليه.
يُشار إلى هذا بالمصطلح الأثري باسم «نقادة الثالثة».
يجعل ظهوره في لعبة الكمبيوتر الفرعون .

## قائمة المراجع
- Brink، Edwin C. M. van den (1992). The Nile Delta in Transition: 4th.-3rd. Millennium B.C. : Proceedings of the Seminar Held in Cairo, 21.-24. October 1990, at the Netherlands Institute of Archaeology and Arabic Studies. E.C.M. van den Brink. ISBN:978-965-221-015-9. مؤرشف من الأصل في 2013-06-15.  Brink، Edwin C. M. van den (1992). The Nile Delta in Transition: 4th.-3rd. Millennium B.C. : Proceedings of the Seminar Held in Cairo, 21.-24. October 1990, at the Netherlands Institute of Archaeology and Arabic Studies. E.C.M. van den Brink. ISBN:978-965-221-015-9. مؤرشف من الأصل في 2013-06-15.  Brink، Edwin C. M. van den (1992). The Nile Delta in Transition: 4th.-3rd. Millennium B.C. : Proceedings of the Seminar Held in Cairo, 21.-24. October 1990, at the Netherlands Institute of Archaeology and Arabic Studies. E.C.M. van den Brink. ISBN:978-965-221-015-9. مؤرشف من الأصل في 2013-06-15.
- Maspero، Gaston (2003). History of Egypt. Kessinger Publishing. ISBN:978-0-7661-3501-7. مؤرشف من الأصل في 2016-05-06.  Maspero، Gaston (2003). History of Egypt. Kessinger Publishing. ISBN:978-0-7661-3501-7. مؤرشف من الأصل في 2016-05-06.  Maspero، Gaston (2003). History of Egypt. Kessinger Publishing. ISBN:978-0-7661-3501-7. مؤرشف من الأصل في 2016-05-06.